# Vogls Stummelfußfrosch
Vogls Stummelfußfrosch (Atelopus vogli) ist eine neuzeitlich ausgestorbene Froschlurchart aus der Gattung der Stummelfußfrösche (Atelopus). Er war in Venezuela endemisch. Die Art wurde 1934 von Lorenz Müller beschrieben und ist nach dem deutschen Benediktinerpater Cornelius Vogl benannt, der 1933 das Typusexemplar gesammelt hatte.

## Merkmale
Erwachsene Weibchen erreichten eine Kopf-Rumpf-Länge von 33,4 bis 39,0 mm, erwachsene Männchen wurden mit 21,0 bis 29,3 mm etwas kleiner. Der Körper war schlank, der Kopf war länger als breit. Die Schnauze war spitz bis spitz zulaufend, mit einem vorstehenden Oberkiefer. Die Neuraldornen waren sichtbar. Paukenhöhle, Trommelfellring und Ostia pharyngea fehlen alle. Der Postorbitalkamm war ausgeprägt. Auf den dorsolateralen und lateralen Flächen befanden sich kleine runde oder konische Warzen (ohne Stacheln), am dichtesten um die Armansätze und in einer dorsolateralen Reihe auf dem unteren Rücken. Die Oberseiten der Arme und Beine waren vollständig mit Warzen bedeckt. Auch die Hände und die Mittelfußknochen waren warzig. Sowohl die äußeren als auch die inneren Mittelhandtuberkel waren vorhanden und deutlich ausgeprägt. Zwischen den Fingern II und III waren basale Schwimmhäute vorhanden, zwischen den Fingern III und IV gab es wenig bis keine Schwimmhäute. Finger III war relativ lang. Die Finger II bis IV hatten verbreiterte Spitzen und subartikuläre Tuberkel an den meisten Gelenken. Die Daumen hatten zwei Fingerglieder. Die Hintergliedmaßen waren lang. An den meisten Gelenken aller Zehen waren subartikuläre Tuberkel vorhanden. Die Füße waren ein wenig mit Schwimmhäuten versehen. Der äußere Mittelfußknochen war abgerundet, der innere war oval und etwa doppelt so groß wie der äußere Mittelfußknochen.
Sexualdimorphismus bestand bei dieser Spezies in Form von unterschiedlichen Körperproportionen, insbesondere im Bezug auf Kopfgröße, Fußlänge und Unterarmdicke. Männliche Individuen wiesen zudem ausgeprägte Wulste an den Fingern (Finger I) auf.
Die Färbung von konservierten Exemplaren war lohfarben (hell oder dunkel), mit Warzen und Tuberkeln von hellerer Farbe und dunklerer Farbe um die Nasenlöcher und den oberen Zügelschildbereich. Einige Exemplare hatten eine gelblich-braune Schnauzenspitze und grünlich-braune obere Augenlider. Ein bräunliches Seitenband war bei den meisten Exemplaren sichtbar (und war Berichten zufolge beim Holotypus vorhanden, als er frisch konserviert wurde). Manchmal war eine Marmorierung auf dem Kopf oder den Hinterbeinen vorhanden. Der Bauch war heller braun. Die Färbung von lebenden Exemplaren war unbekannt.
Konservierte Exemplare von Atelopus vogli ähneln stark denen von Atelopus cruciger, was dazu führte, dass das Taxon in der Erstbeschreibung als Unterart von A. cruciger betrachtet und erst 2004 als eigenständige Art anerkannt wurde. Die beiden Arten unterscheiden sich jedoch durch ihre einheitlich hellbraune Rückenfärbung (im Gegensatz zu den dorsalen Markierungen adulter A. cruciger), ihre geringere Größe, kleinere handflächenseitige und thenare Tuberkel und durch bestimmte Merkmale des Keilbeins. Vogls Stummelfußfrosch unterschied sich von anderen gleichmäßig gefärbten, warzigen Stummelfuß-Arten in der Region dadurch, dass die Oberseiten der Arme und Beine vollständig mit Warzen bedeckt waren und die Hand basal mit Schwimmhäuten versehen war; weitere Unterscheidungsmerkmale waren das Fehlen von Dornen und das Vorhandensein von zwei Daumenglieder bei A. vogli.

## Verbreitung
Lorenz Müller gab die Terra typica mit „Schlucht Las Peñas (600 m), unweit von Maracay“ an. Dieses Gebiet wurde als Pozo del Diablo am Oberlauf des Río Güey auf der südlichen Seite der Cordillera de la Costa im Bundesstaat Aragua, Venezuela, auf 700 m ü. NN identifiziert. César L. Barrio-Amorós und Fernando Rojas-Runjaic bestätigten 2009 eine zweite Fundstelle für die Art in Montalbán, Bundesstaat Carabobo.

## Lebensraum und Lebensweise
Die Lebensweise ist nicht studiert. Es wird angenommen, dass Bäche das bevorzugte Brutgebiet waren. Bei zwei konservierten weiblichen Exemplaren wurden jeweils etwa 260 Eier (mit einem Durchmesser von 1,0 mm) in den Eierstöcken gefunden. Der ursprüngliche Lebensraum an der Typlokalität, ein halbtrockener, feuchter Wald, wurde durch wiederholte Rodung und Brandrodung drastisch reduziert. Erhalten geblieben ist eine savannenähnliche Umgebung mit einem verödeten Sekundärwaldrest entlang eines kleinen Abschnitts am oberen Teil des Baches, der früher von dieser Art bewohnt wurde. Details aus den Sammlungsserien deuten darauf hin, dass sich die Art zum Brüten in kleinen Bächen versammelt hatte. Kaulquappen sind nicht bekannt. Von der Art gibt es offenbar keine Fotos von lebenden Exemplaren.

## Aussterben
Vogls Stummelfußfrosch wird von der IUCN als „ausgestorben“ (extinct) gelistet, weil sein natürlicher Lebensraum fast vollständig zerstört wurde und weil nach einer dreißigjährigen Suche keine Exemplare mehr gefunden wurden. Diese Art wurde früher häufig nachgewiesen, da 415 Paratypen (in der Zoologischen Staatssammlung München und im Hessischen Landesmuseum Darmstadt) und mindestens 11 weitere Individuen, die mit anderen Museen ausgetauscht wurden,  von Cornelius Vogl 1933 zur gleichen Zeit gesammelt wurden. Bei der Untersuchung der wissenschaftlichen Sammlung des Museo de Ciencias Naturales de Caracas (MCNC) wurde ein weiteres Exemplar gefunden, das Atelopus vogli repräsentiert und am 26. Oktober 1957 in Montalbán im Bundesstaat Carabobo gesammelt wurde.
Es wird angenommen, dass die Art infolge der weitgehenden Umwandlung ihres Lebensraums für die Landwirtschaft und andere anthropogene Aktivitäten ausgestorben ist.